# Municipio de Penn (condado de Snyder)
El municipio de Penn (en inglés: Penn Township) es un municipio ubicado en el condado de Snyder en el estado estadounidense de Pensilvania. En el año 2000 tenía una población de 3.781 habitantes y una densidad poblacional de 81 personas por km².

## Geografía
El municipio de Penn se encuentra ubicado en las coordenadas 40°50′00″N 76°54′59″O / 40.83333, -76.91639.

## Demografía
Según la Oficina del Censo en 2000 los ingresos medios por hogar en la localidad eran de $44,630 y los ingresos medios por familia eran $50,390. Los hombres tenían unos ingresos medios de $33,203 frente a los $22,111 para las mujeres. La renta per cápita para la localidad era de $18,851. Alrededor del 6,9% de la población estaban por debajo del umbral de pobreza.